# City of Shoalhaven
City of Shoalhaven är en kommun i Australien. Den ligger i delstaten New South Wales, i den sydöstra delen av landet, omkring 160 kilometer sydväst om delstatshuvudstaden Sydney. Antalet invånare är 99 650 vid folkräkningen 2016.
Följande samhällen finns i City of Shoalhaven:
- Nowra
- Ulladulla
- Bomaderry
- Shoalhaven Heads
- Berry
- Milton
- Greenwell Point
- Falls Creek
- Kangaroo Valley
- Huskisson
- Jaspers Brush
- Currarong
- Morton
- Kioloa